# 行為論 (刑法学)
行為論（こういろん、ドイツ語: Handlungslehre）とは犯罪概念を構成する重要な要素の行為（Handlung）についての刑法学上の議論である。

## 意義
刑法上の犯罪は「構成要件に該当し、違法かつ有責な行為」と定義されるのが一般的なため、行為は、実定法上も講学上も犯罪概念の重要な要素である。
刑法上の行為には広義、狭義、最狭義がある。
- 広義　　決意に至るまでの内部的動作、決意された意思を実現する為の外部的動作、実現された結果
- 狭義　　決意された意思を実現する為の外部的動作と実現された結果
- 最狭義　決意された意思を実現する為の外部的動作のみ

## 行為論の種類
因果的行為論（自然主義的行為論）、目的的行為論、社会的行為論、人格的行為論、等がある。

### 因果的行為論（自然主義的行為論）
因果的行為論には、身体的動作説、有為行為論、がある。
- 身体的動作説　行為を純肉体的な身体的動作と解する[2]。
- 有意的行為論　　行為を意思に基づく身体の動静であるとする[3]。

### 目的的行為論
目的的行為論（ finale Handlungslehre ）は、行為を予見された結果を実現するためになされる、意識的・目的的動作とする。行為の存在論的構造を目的性に求め、立法と解釈を拘束するとする「行為を目的的意思に基づく作為に限定する理論」である。ドイツの刑法学者ハンス・ヴェルツェルが主張し、マウラッハやアルミン カウフマンにより発展した。日本では、平野龍一、平場安治、福田平らにより紹介された行為論のひとつ。現在の日本では少数説にとどまる。

#### 意義
行為を、予め意図した結果を実現するための、意識的・目的的動作と解する。因果的行為論に対する概念で、行為を目的的活動とし、「目的性」を行為概念の中心にすえる行為論である。意思内容を行為ではなく責任論にすえるの（因果的行為）は行為の存在構造を無視していると批判する　。

#### 内容
目的的行為論の目的性とは、あらかじめ目標（目的）を実現する為の手段を選択し、選択された手段を目標実現に向けて支配・操作することをいう。目的的行為論は、責任要素とされていた事実的故意を行為の本質的要素となし、これを構成要件の主観的要素、違法行為（不法）の本質として主観的不法要素と解する点にある。。

### 社会的行為論

#### 意義
社会的行為論は、行為は社会的に意味のある有為的な人間の身体の動静と解する。つまり、人の態度は様々であるが、社会的な意味付けがあって初めて行為となるとする 。E シュミットによれば「有為的な態度による外界の変更」であり、「変更が作為によるか不作為によるか問わない」としており、行為から意思的要素を捨象し、行為が犯罪か否かは責任に依存するとする立場もある。

#### 内容
現実の行為が主観面と客観面との複合体であり、従来の責任の要素の主観面を行為の概念に包含させ、故意犯・過失犯・不作為犯を統一的な行為で説明できることにメリットがある。しかし反面、行為の主観面からの把握が弱くなってしまった。そのため、現在の社会的行為論は、「人の意思によるものか、少なくとも支配可能だったものでなければ態度とはいえない」する見解が支持(大谷、前田、曽根など)されている。

### 人格的行為論

#### 意義
人格的行為論は、行為者人格の主体的現実化とみられる身体の動静とする。行為は行為者の人格の主体的実現化であるとする。単なる反射や絶対的強制による行為は刑法上の行為ではないとする。「忘却犯は本人の主体的人格態度と結びつけられた不作為である」から行為であるとする。

#### 内容
行為を人格のあらわれとする理論。社会的行為論で分析できなかった行為の実質的な意味を「人格」から検証した。行為を生物学的基礎と社会的基礎を有する行為者の動態（ダイナミックス）ととらえる。しかし、主体的という言葉が犯罪の事実的基礎を定義づけるには多義的で明確でないとの批判がある。なお、身体の動静を行為の要素としているから、反規範的人格態度の現実化は内心（例えばAを殺そうと思うこと）には及ばない。